# Karen Chačanov
Karen Abgarovič Chačanov, accreditato dall'ATP con la traslitterazione anglosassone Karen Khachanov (in russo Каре́н Абга́рович Хача́нов?; Mosca, 21 maggio 1996), è un tennista russo di origini armene.
In singolare si è aggiudicato sette titoli ATP, tra cui il Masters 1000 di Parigi-Bercy 2018, e il suo miglior ranking è l'8ª posizione raggiunta nel luglio 2019. Nei tornei del Grande Slam vanta le semifinali agli US Open 2022 e agli Australian Open 2023, oltre ai quarti di finale raggiunti due volte all'Open di Francia e 2 volte a Wimbledon.
Si è aggiudicato la medaglia d'argento in singolare alle Olimpiadi di Tokyo nel 2021. In doppio vanta un titolo Masters 1000 al Madrid Open 2023 vinto in coppia con Andrej Rublëv, e si è spinto fino al 53º posto mondiale nel gennaio 2024. Con la compagine russa si è  aggiudicato la Coppa Davis 2020-2021.

## Biografia
Ha iniziato a giocare a tennis all'età di tre anni all'asilo. Il padre Abgar è stato un pallavolista armeno di alto livello prima di studiare medicina e diventare urologo. La madre si chiama Natalia, la sorella Margarita e il fratello Georgij. I suoi idoli sono Marat Safin e Juan Martín del Potro e la sua squadra preferita il Real Madrid.

## Carriera

### Juniores
Debutta nell'ITF Junior Circuit nel 2010 a 14 anni, e raggiunge subito la finale in singolare in un torneo G4 in Kirghizistan. Nell'ottobre del 2011 si aggiudica il primo torneo di categoria in un G4 finlandese, nemtre il primo titolo in doppio arriva nel giugno 2012 in un G4 kazako. Il mese successivo perde la finale di singolare in un torneo tedesco di categoria G1 e a settembre fa parte della squadra russa che esce nella fase a gruppi alle finali di Coppa Davis Junior.
Nel gennaio 2013 consegue il primo risultato di rilievo in un torneo juniores del Grande Slam spingendosi fino ai quarti di finale in doppio agli Australian Open. A marzo vince in doppio un torneo croato G1. A luglio vince in Svizzera il singolare al torneo B1 degli European Junior Championships e perde la finale in doppio. Il 13 gennaio 2014 raggiunge la 16ª posizione della classifica mondiale giovanile. Dopo la sconfitta in doppio nei quarti di finale all'Open di Francia 2014, ad agosto gioca il suo ultimo torneo di categoria e ottiene il suo miglior risultato in un torneo Grade A conquistando con Andrej Rublëv la medaglia d'argento in doppio ai Giochi olimpici giovanili di Nanchino.

### 2011-2013: inizi tra i professionisti, esordio nel circuito ATP e in Coppa Davis
Fa la sua prima apparizione tra i professionisti nel 2011 con una sconfitta nelle qualificazioni di un torneo ITF Futures a Mosca. L'anno successivo supera per la prima volta le qualificazioni al Futures Russia F7 di Tjumen' ed esce di scena al primo turno. Torna a giocare tra i professionisti dopo oltre un anno nel settembre del 2013, con una wild card entra nel tabellone principale di un torneo del circuito maggiore al St. Petersburg Open e vince a sorpresa il suo primo match da professionista battendo con due tiebreak il nº 63 del ranking Victor Hănescu.
Un mese dopo entra in tabellone anche alla Kremlin Cup di Mosca, dove supera il nº 72 del mondo Albert Ramos Viñolas in tre set e l'ex top-10 e nº 24 delle classifiche Janko Tipsarević, prima di essere sconfitto da Ivo Karlović nei quarti di finale. La settimana successiva esordisce a 17 anni nella squadra russa di Coppa Davis e si impone nell'incontro d'apertura della sfida vinta 5-0 contro il Sudafrica. Subito dopo disputa per la prima volta un torneo del circuito Challenger raggiungendo i quarti a Ginevra.

### 2014: prima semifinale ATP in doppio e primi titoli ITF
All'inizio del 2014 disputa la sua prima semifinale ATP nel torneo di doppio a Chennai in coppia con Sriram Balaji, persa contro Johan Brunstrom / Frederik Nielsen. In singolare non compie sostanziali progressi, nella prima parte della stagione esce nelle qualificazioni di tre tornei ATP e solo a ottobre entrerà con una wild card nel tabellone principale di un torneo ATP a Mosca per essere eliminato al primo turno. Nei Challenger non supera mai i quarti di finale e inizia male la stagione anche nei Futures con una serie di sconfitte al primo turno. Si sblocca a fine agosto quando si aggiudica il primo titolo in carriera superando proprio Balaji nella finale del Futures Chinese Taipei F2. Si ripete subito dopo al Futures France F18 con il secondo titolo in singolare e vincendo anche il primo in doppio.

### 2015: primo titolo Challenger e 151º nel ranking di singolare
Riprende a salire in classifica in singolare nel 2015, nei primi quattro mesi vince tre titoli Futures e subito dopo abbandona definitivamente questa categoria. A giugno gioca la sua prima semifinale Challenger al Marburg Open e viene eliminato dal vincitore del torneo Iñigo Cervantes. Nonostante l'eliminazione al primo turno al suo esordio nelle qualificazioni di una prova del Grande Slam a Wimbledon, a fine torneo entra nella top 200 mondiale. Esce invece al secondo turno nelle qualificazioni degli US Open. Dopo aver disputato due semifinali Challenger in doppio, il 20 settembre vince il suo primo torneo Challenger in singolare superando in finale il nº 53 del ranking Serhij Stachovs'kyj con il punteggio di 4-6, 6-4, 6-3. Raggiunge quindi per tre volte consecutive i quarti di finale in singolare in tornei Challenger e a novembre sale alla 151ª posizione mondiale.

### 2016: primo titolo ATP e 52º nel ranking

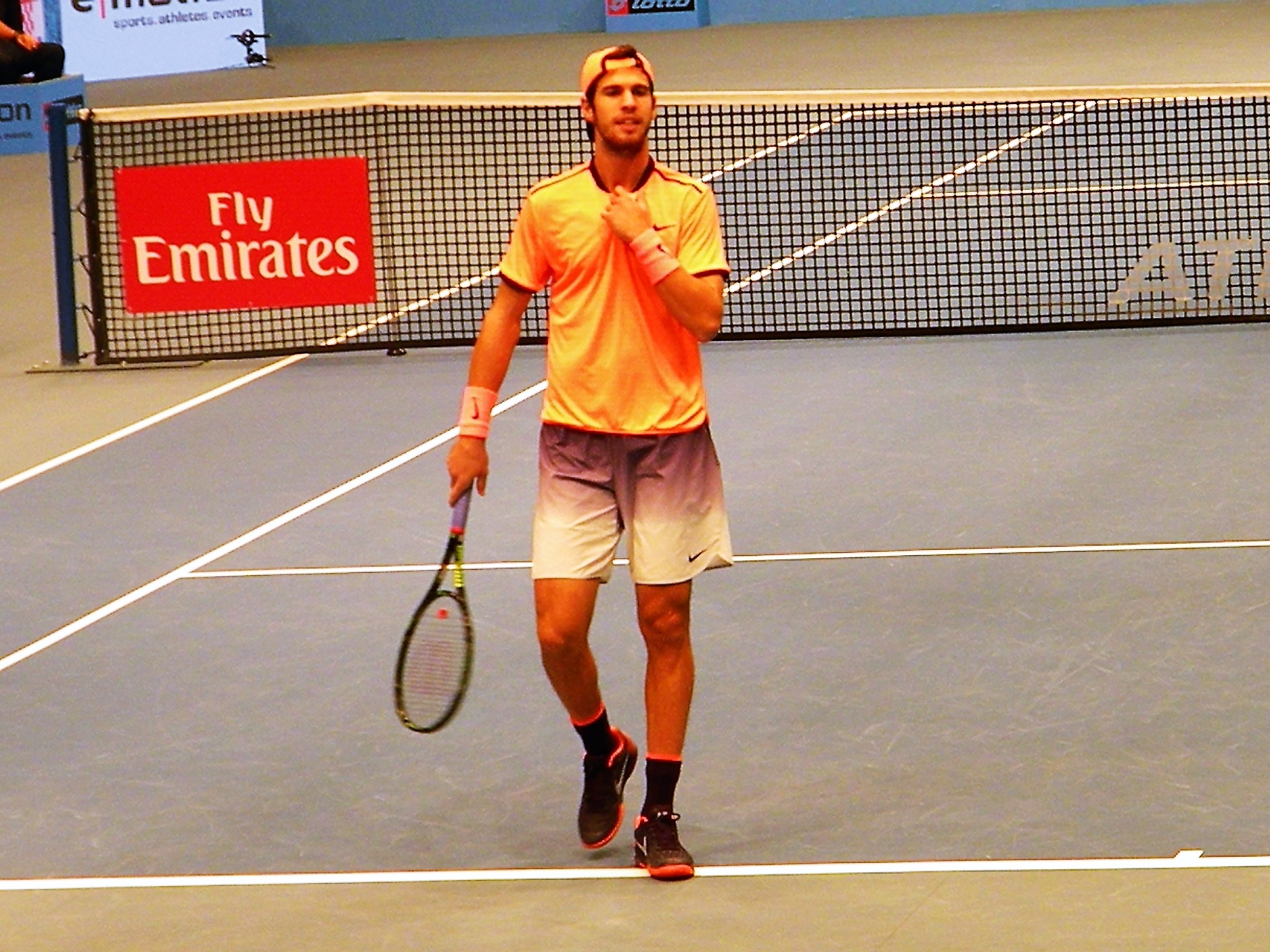
Chačanov nel 2016

Inizia l'anno tornando a giocare in un tabellone principale ATP al Chennai Open e al primo turno viene sconfitto in rimonta da Gilles Müller, mentre agli Australian Open non va oltre il terzo turno di qualificazione. Riprende a giocare nei Challenger e a marzo perde la finale a Jönköping contro Andrej Golubev dopo tre tie-break e dopo aver sprecato 4 match-ball. Supera per la prima volta le qualificazioni in un torneo ATP all'ATP 500 di Barcellona, si spinge fino al terzo turno con i successi in tre set su Aljaž Bedene – al quale annulla un match-point – e sul nº 17 del mondo Roberto Bautista Agut e cede ad Aleksandr Dolhopolov in due set. Eliminato al secondo turno all'ATP di Istanbul da Albert Ramos Viñolas, a maggio si aggiudica il Samarkand Challenger imponendosi in finale su Rubén Ramírez Hidalgo al terzo set. Non supera le qualificazioni al Roland Garros ed entra per la prima volta nella top 100 dopo l'uscita in semifinale al Challenger di Prostějov. Perde in semifinale anche al Moskow Challenger e viene sconfitto nell'ultimo turno di qualificazione a Wimbledon.
Riprende l'ascesa in classifica con i quarti di finale raggiunti all'ATP di Kitzbühel, dove elimina il nº 23 ATP Philipp Kohlschreiber e viene nettamente sconfitto da Dušan Lajović. Supera per la prima volta le qualificazioni in uno Slam agli US Open, ha quindi la meglio su Thomas Fabbiano e viene sconfitto al secondo turno dal nº 7 del mondo Kei Nishikori in 4 set. Eliminato al turno di esordio a San Pietroburgo, il 2 ottobre si aggiudica il suo primo titolo ATP a Chengdu; elimina nell'ordine João Sousa, Adrian Mannarino (al quale cede un set), il nº 27 del mondo Feliciano López e nella sua prima semifinale ATP il nº 32 Viktor Troicki. Si impone in finale su Albert Ramos Viñolas per 6-7 7-6 6-3 e porta il best ranking al 55º posto. Torna a mettersi in luce all'ultimo impegno stagionale raggiungendo i quarti di finale all'ATP 500 di Vienna, dove viene sconfitto da Ivo Karlović in tre set e sale alla 52ª posizione mondiale.

### 2017: quarto turno al Roland Garros, una semifinale ATP e top 30

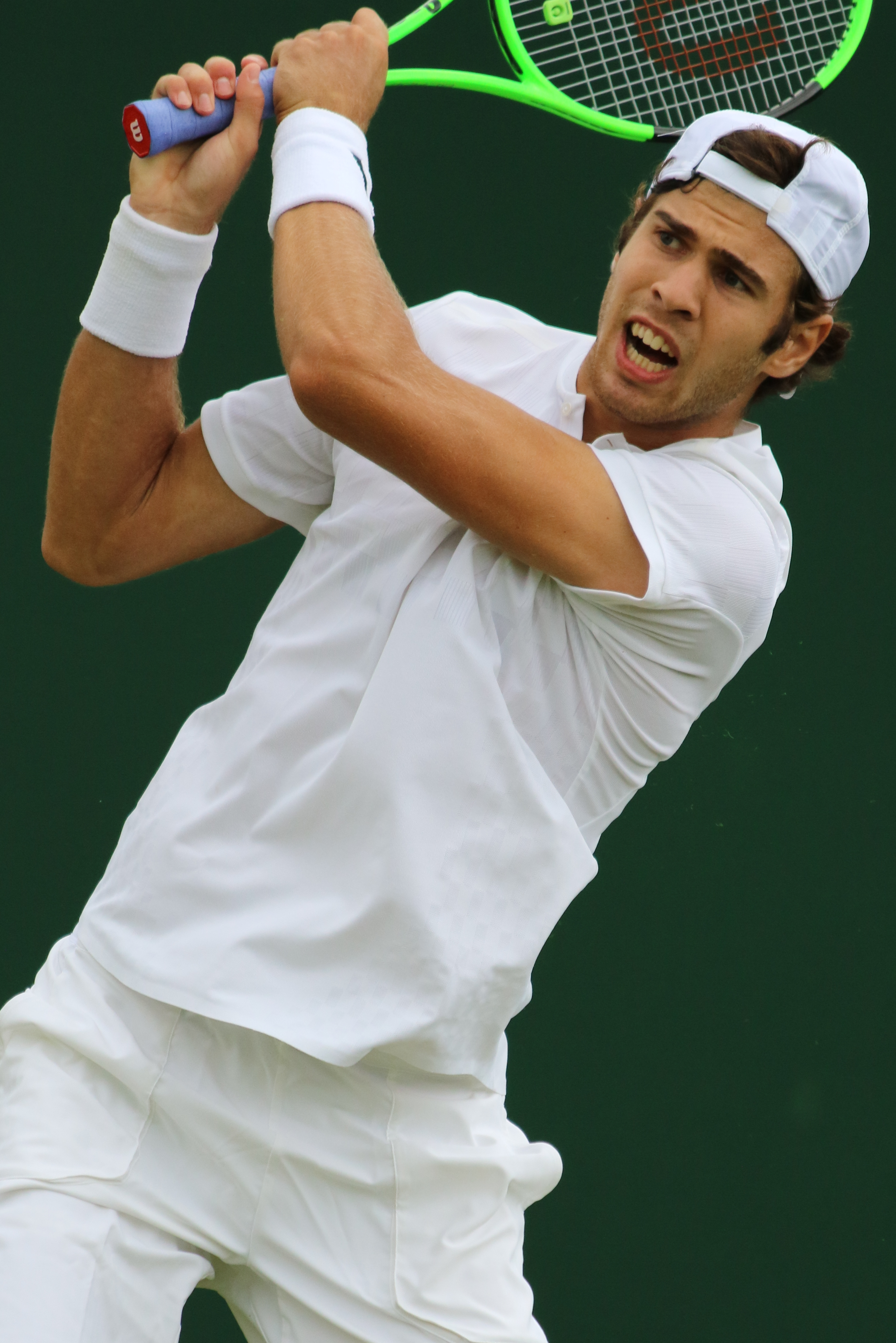
Chačanov a Wimbledon nel 2017

Entra per la prima volta nel tabellone di uno Slam per diritto di classifica agli Australian Open, al primo turno si impone su Adrian Mannarino e al secondo cede in tre set a Jack Sock, risultato che lo porta a febbraio al 48º posto mondiale; raggiunge il secondo turno anche nel torneo di doppio. Nei successivi otto incontri in singolare del circuito maggiore e di Coppa Davis vince solo quello a Indian Wells contro il nº 471 del ranking Tommy Robredo, nella sua prima vittoria in un Masters 1000. Torna a mettersi in luce a Monte Carlo superando il nº 47 ATP Nicolas Mahut ed esce di scena al secondo turno per mano di Pablo Carreño Busta. Si spinge fino ai quarti di finale a Barcellona grazie al successo sul nº 10 del mondo David Goffin, primo top 10 sconfitto in carriera; viene eliminato da Horacio Zeballos e sale al 42º posto mondiale.
Viene sconfitto da Viktor Troicki nel secondo turno a Istanbul, mentre Goffin si prende la rivincita al primo turno a Madrid. Raggiunge i quarti a Lione e raccoglie solo 4 giochi contro Jo-Wilfried Tsonga. Riprende l'ascesa spingendosi per la prima volta fino al quarto turno in uno Slam al Roland Garros con le vittorie sul nº 14 ATP Tomáš Berdych e sul nº 22 John Isner, e perde in tre set contro il nº 1 Andy Murray. Torna a giocare una semifinale ATP sull'erba di Halle approfittando del ritiro del nº 3 del mondo Kei Nishikori nel match di secondo turno, e perde in due set il suo unico confronto in carriera con Roger Federer. A Wimbledon è per la prima volta tra le teste di serie in una prova del Grande Slam, la nº 30, e perde al terzo turno in tre set il suo primo match contro Rafael Nadal. Esce nei quarti di finale nei suoi ultimi tornei stagionali su terra battuta a Båstad e ad Amburgo.
A Cincinnati elimina il nº 33 ATP Diego Schwartzman e Fabbiano, al suo primo incontro di terzo turno in un Masters 1000 cede in tre set a Yuichi Sugita e a fine torneo porta il best ranking alla 29ª posizione mondiale. Eliminato a sorpresa al primo turno degli US Open, sconfitto in 4 set da Lu Yen-hsun, raggiunge il terzo turno in doppio. Esce al turno di esordio anche a Chengdu, dove era campione uscente, e perde altre posizioni in classifica. Non consegue altri risultati significativi nel finale di stagione in singolare, mentre si mette di nuovo in evidenza in doppio raggiungendo la sua prima semifinale ATP di specialità a Vienna e il 118º posto in classifica. Si qualifica comunque per l'edizione inaugurale delle Next Generation ATP Finals e viene eliminato nel round robin con un bilancio di due sconfitte e la vittoria su Jared Donaldson. Chiude il 2017 alla 45ª posizione mondiale.

### 2018: primo titolo Masters 1000, altri due titoli ATP e 11º al mondo, finale in doppio a Miami
A inizio stagione subisce due sconfitte consecutive contro Juan Martín del Potro nei quarti di finale a Auckland e al secondo turno agli Australian Open. Al successivo ATP di Montpellier supera in rimonta David Ferrer e viene eliminato nei quarti da David Goffin. Vince il suo secondo titolo nel circuito maggiore il 25 febbraio a Marsiglia; negli incontri che lo portano in finale non perde alcun set, in semifinale concede cinque soli giochi al nº 17 del mondo Tomáš Berdych e in finale ha la meglio sul nº 16 Lucas Pouille con il punteggio di 7-5, 3-6, 7-5. Il francese si prende la rivincita a Dubai su Chačanov, che vince in totale un solo incontro nei successivi Masters 1000 di Indian Wells e Miami; in quest'ultimo torneo raggiunge la sua prima finale ATP in doppio in coppia con Andrej Rublëv, eliminano tra gli altri le teste di serie nº 3 Oliver Marach / Mate Pavić e vengono sconfitti al terzo set dagli specialisti Mike e Bob Bryan. Con questo risultato entra per la prima volta nella top 100 del ranking di specialità e il mese dopo sale alla 64ª posizione.

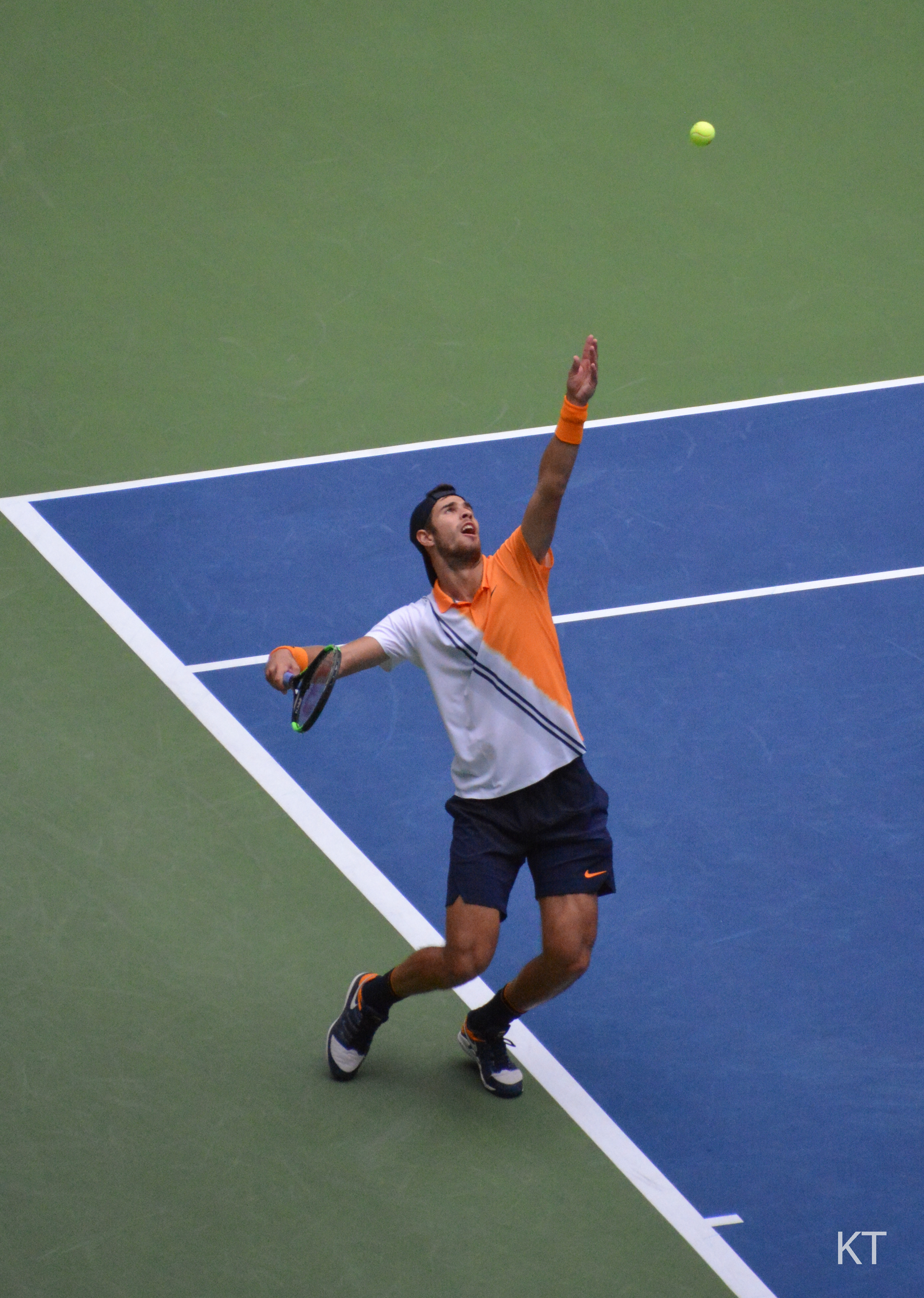
Chačanov agli US Open 2018.

Si spinge per la prima volta fino al terzo turno a Monte Carlo e raccoglie 5 soli giochi contro Rafael Nadal. Esce di scena al terzo turno anche a Barcellona, sconfitto in rimonta da David Goffin, mentre non supera il turno di esordio nei Masters 1000 di Madrid e Roma. Al terzo turno del Roland Garros elimina Pouille e al turno successivo viene sconfitto nel parziale decisivo dal nº 3 del mondo Alexander Zverev dopo essere stato in vantaggio di 2 set a 1. Accede ai quarti all'ATP 500 di Halle con la vittoria su Kei Nishikori e cede al terzo set a Roberto Bautista Agut. Disputa per la prima volta il quarto turno a Wimbledon dopo aver eliminato David Ferrer e aver rimontato i primi due set vinti da Frances Tiafoe, e raccoglie solo 8 giochi contro Novak Đoković, che vincerà il suo quarto titolo nello Slam londinese.
Senza perdere alcun set, si spinge per la prima volta in semifinale nel singolare di un Masters 1000 a Toronto, sconfigge tra gli altri il nº 13 del mondo Pablo Carreño Busta, il nº 9 John Isner e subisce contro Nadal la quarta sconfitta su altrettanti incontri disputati; a fine torneo porta il best ranking alla 27ª posizione mondiale. Esce di scena al terzo turno a Cincinnati – per mano di Marin Čilić – e agli US Open, dove perde di nuovo contro Nadal, questa volta in un combattuto match risoltosi al quarto set dopo 4 ore e 23 minuti di gioco. Vince entrambi i singolari e perde il doppio nella sfida valevole per i playoff del Gruppo I di Coppa Davis vinta 3-2 contro la Bielorussia. Non supera il secondo turno nei successivi tornei di San Pietroburgo, Pechino e allo Shanghai Masters. Ha quindi inizio uno dei periodi migliori della carriera, il 21 ottobre si aggiudica il suo terzo titolo ATP alla Kremlin Cup della sua Mosca; testa di serie nº 3, perde l'unico set del torneo in semifinale contro Daniil Medvedev e in finale concede solo 4 giochi ad Adrian Mannarino.
Sconfitto nettamente da Kei Nishikori al secondo turno a Vienna, si aggiudica il titolo più prestigioso da inizio carriera al Paris Masters; dopo il successo su Filip Krajinović e il ritiro di Matthew Ebden durante il match di secondo turno, ha la meglio nel tie-break del set decisivo sul nº 9 del mondo John Isner dopo avergli annullato due macth-ball. Concede solo 5 giochi sia nei quarti al nº 5 del mondo Alexander Zverev che in semifinale al nº 8 Dominic Thiem. Il 4 novembre supera in finale per 7-5, 6-4 il nº 2 mondiale Novak Đoković, ponendo fine alla striscia di 22 vittorie consecutive del campione serbo, e diventa il quinto russo a vincere un Masters 1000, il primo dal 2009. Grazie ai punti ottenuti raggiunge l'11ª posizione del ranking mondiale.

### 2019: quarti di finale al Roland Garros e 8º nel ranking, finale in doppio al Paris Masters e semifinale di Davis
Raggiunge per la prima volta in carriera il terzo turno agli Australian Open e viene sconfitto da Roberto Bautista Agut in tre set. Si impone in antrambi i singolari nella successiva sfida di Coppa Davis vinta 3-1 contro la Svizzera. Dopo tre eliminazioni al primo turno, torna a vincere a Indian Wells superando Feliciano López, Andrej Rublëv e il nº 9 del mondo John Isner, e cede nei quarti di finale a Rafael Nadal. Subisce altre sconfitte al turno di esordio nei successivi 4 tornei, compresi i Masters 1000 di Miami e Monte Carlo.

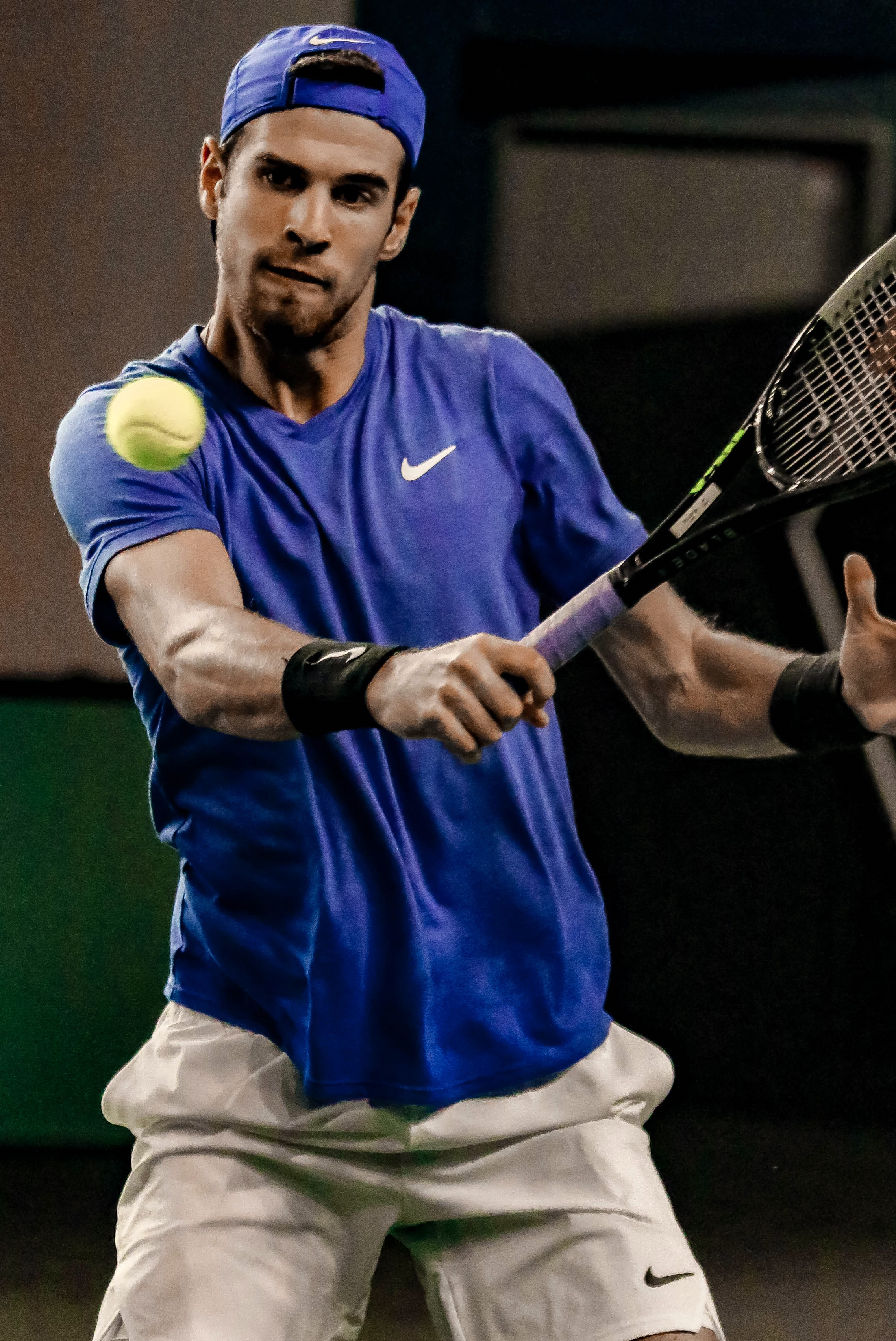
Karen Chačanov nel 2019

Al Masters di Madrid batte Jaume Munar e al secondo turno perde contro Fernando Verdasco che lo elimina anche negli ottavi a Roma, dopo le vittorie di Chačanov su Lorenzo Sonego e Roberto Bautista Agut. Raggiunge per la prima volta in carriera i quarti di finale in uno Slam al Roland Garros sconfiggendo il nº 9 del mondo Juan Martín del Potro, a impedirgli l'accesso in semifinale è Dominic Thiem, che si impone in tre set; il risultato di Parigi lo porta per la prima volta nella top 10, alla 9ª posizione. La stagione su erba si apre con le sconfitte subite contro Matteo Berrettini al primo turno a Stoccarda e nei quarti di finale ad Halle. Nonostante venga eliminato al terzo turno a Wimbledon da Bautista Agut, sale all'8ª posizione mondiale.
Torna a disputare una semifinale in un Masters 1000 a Montréal con i successi su Stan Wawrinka, Félix Auger-Aliassime e sul nº 7 del mondo Alexander Zverev, e nella sua prima semifinale stagionale viene eliminato da Daniil Medvedev. Non va oltre il terzo turno a Cincinnati, sconfitto da Lucas Pouille, ed esce a sorpresa al turno di esordio sia agli US Open – per mano di Vasek Pospisil – che a San Pietroburgo. Il tour asiatico inizia a Pechino con la seconda semifinale stagionale, persa in tre set contro Thiem dopo aver eliminato il nº 12 del ranking Fabio Fognini. L'italiano si prende la rivincita al terzo turno a Shanghai, dove Chačanov aveva sconfitto Taylor Fritz. Cede nei quarti di finale ad Andreas Seppi a Mosca, dove era campione uscente, ed esce nei quarti anche a Vienna per mano di Diego Schwartzman.
Torna al Masters di Parigi per difendere il titolo e al turno di esordio viene sconfitto in tre set da Jan-Lennard Struff, risultato con cui scende alla 17ª posizione del ranking; nel torneo di doppio raggiunge la finale con Rublëv e vengono battuti da Pierre-Hugues Herbert e Nicolas Mahut con il punteggio di 4-6, 1-6. Chiude la stagione alle fasi finali della rinnovata Coppa Davis e – nonostante perda contro Nadal e Đoković due dei tre match di singolare disputati – spige la Russia in semifinale grazie ai successi con Rublëv in doppio, in particolare sconfiggono al tie-break del set decisivo Novak Đoković / Viktor Troicki nell'ultimo incontro della sfida vinta 2-1 contro la Serbia nei quarti. Nella semifinale persa 2-1 contro il Canada cede in tre set sia contro Denis Shapovalov che nel decisivo match di doppio.

### 2020; semifinale all'ATP Cup
Inizia il 2020 alla prima edizione dell'ATP Cup e spinge la Russia in semifinale con 4 vittorie su 4 incontri in singolare e una vittoria e una sconfitta in doppio; perde quindi il match contro Dušan Lajović e la Serbia si afferma per 3-0 per poi vincere il trofeo. Eliminato al turno di esordio a Auckland, al secondo turno degli Australian Open supera in 5 set Mikael Ymer e come l'anno precedente esce di scena al terzo turno, sconfitto a sua volta al tie-break del quinto set da Nick Kyrgios dopo avere rimontato i primi due parziali vinti dall'australiano. A Rotterdam sconfigge Fognini e perde al secondo turno contro Daniel Evans. Dopo aver raccolto solo 4 giochi nei quarti a Dubai contro Đoković, a marzo inizia la lunga pausa del tennis mondiale dovuta alla pandemia di COVID-19.
Rientra ad agosto e per la quarta volta consecutiva viene eliminato al terzo turno al Cincinnati Open. Esce al terzo turno anche agli US Open, sconfitto da Alex de Minaur dopo che al turno di esordio aveva vinto rimontando due set di svantaggio contro l'emergente Jannik Sinner. Non va oltre il quarto turno al Roland Garros, dove subisce una nuova pesante sconfitta contro Đoković. Gli ultimi risultati significativi della breve stagione sono i quarti di finale raggiunti a San Pietroburgo e ad Anversa, e chiude il 2020 in 20ª posizione.

### 2021: medaglia d'argento alle Olimpiadi e quarti di finale a Wimbledon
All'esordio stagionale raggiunge la semifinale all'ATP 250 Melbourne 1 e viene sconfitto al tie-break del set decisivo dal vincitore del torneo Jannik Sinner. Viene nuovamente eliminato al terzo turno agli Australian Open, sconfitto da Matteo Berrettini in tre set risoltisi al tie-break. Nei successivi due tornei viene eliminato nei quarti a Rotterdam da Tsitsipas e a Marsiglia dal nº 287 del ranking Matthew Ebden, mentre vince un solo incontro in entrambi i Masters 1000 di  Miami e Monte Carlo. Arrivano quindi tre sconfitte al primo turno a Barcellona, a Madrid e agli Internazionali d'Italia. Si sblocca a Lione, dove supera nei quarti Richard Gasquet ma raccoglie solo due giochi in semifinale contro Cameron Norrie.
Non supera il secondo turno al Roland Garros, dove si fa rimontare e perde al quinto set contro Kei Nishikori, e nei primi tornei stagionali sull'erba. Accede per la prima volta ai quarti del torneo di Wimbledon con la vittoria per 10-8 nel set decisivo contro Sebastian Korda, e di nuovo al quinto parziale viene eliminato da Denis Shapovalov dopo essere stato in vantaggio per 2 set a 1. Consegue uno dei risultati più prestigiosi in carriera aggiudicandosi la medaglia d'argento ai Giochi olimpici di Tokyo; elimina tra gli altri il nº 13 ATP Diego Schwartzman e il nº 28 Ugo Humbert, accede alla finale con il successo sul nº 11 Pablo Carreño Busta e nel match che assegna la medaglia d'oro colleziona due soli giochi contro Alexander Zverev.
Inizia la trasferta americana superando i top 30 Cameron Norrie e Aslan Karacev a Toronto e al terzo turno subisce una secca sconfitta contro Stefanos Tsitsipas. Esce quindi di scena al secondo turno a Cincinnati e all'incontro di esordio agli US Open. Sconfigge di nuovo Carreño Busta a Indian Wells e viene eliminato al quarto turno da Nikoloz Basilašvili. Disputa la sua terza semifinale ATP stagionale a Mosca e cede in due set a Karacev. Chiude la stagione alla 29ª posizione del ranking dopo le eliminazioni al secondo turno negli ultimi tornei ATP stagionali a San Pietroburgo e al Paris Masters. Il suo ultimo impegno del 2021 è la fase finale di Coppa Davis e festeggia il terzo trionfo russo nella manifestazione anche se nella sua unica apparizione viene sconfitto in doppio in semifinale insieme a Karacev a risultato già acquisito.

### 2022: semifinale agli US Open e una finale ATP
Inaugura il 2022 all'Adelaide 1, dove accede alla finale grazie alla vittoria su Marin Čilić e cede a Gaël Monfils per 4-6, 4-6, mentre non supera i quarti all'Adelaide 2. Come nelle precedenti tre edizioni, esce di scena al terzo turno agli Australian Open dopo l'ottava sconfitta su altrettanti incontri con Nadal, che vincerà il suo 21º titolo in una prova del Grade Slam. Elimina nuovamente Čilić nei quarti a Doha e perde in tre set la semifinale contro Roberto Bautista Agut. Non supera il secondo turno a Dubai e il turno di esordio nei Masters di Indian Wells, Miami e Monte Carlo.
Con un bye al primo turno e il forfait dell'avversario nei quarti, gli è sufficiente la vittoria su Thiago Monteiro per raggiungere la semifinale a Belgrado e cede in tre set a Đoković. Al terzo turno degli Internazionali d'Italia viene sconfitto in tre set da Stefanos Tsitsipas dopo aver eliminato il nº 18 ATP Pablo Carreño Busta. Con il successo in 4 set sul nº 11 del mondo Cameron Norrie si spinge fino al quarto turno al Roland Garros e raccoglie 9 giochi nel suo primo confronto con Carlos Alcaraz. Sconfitto nei quarti nei primi tornei sull'erba di 's-Hertogenbosch e Halle, deve rinunciare a Wimbledon per la decisione degli organizzatori di escludere i giocatori russi e bielorussi a causa dell'invasione russa dell'Ucraina del 2022. Torna in campo ad Amburgo e nei quarti ritrova Alcaraz, che questa volta gli concede 2 soli giochi.
Nei primi tornei della trasferta americana si mette in luce solo nel torneo di doppio a Cincinnati, dove arriva nei quarti in coppia con Denis Shapovalov. Si spinge per la prima volta in semifinale in una prova del Grande Slam agli US Open; perde almeno un set in tutti gli incontri disputati e si impone al quinto set negli ottavi contro Carreño Busta e nei quarti contro Nick Kyrgios. L'accesso alla finale gli viene negato da Casper Ruud, che si impone per 7-6, 6-2, 5-7, 6-2; con questi risultati Chačanov rientra nella top 20 dopo oltre un anno e mezzo. Perde contro Đoković nei quarti di finale ad Astana, dopo aver eliminato per la terza volta in stagione Čilić, ed esce di scena per mano del campione serbo anche al terzo turno del Paris Masters, il suo ultimo impegno del 2022.

### 2023: semifinale agli Australian Open, un titolo ATP e rientro nella top 10, trionfo a Madrid in doppio

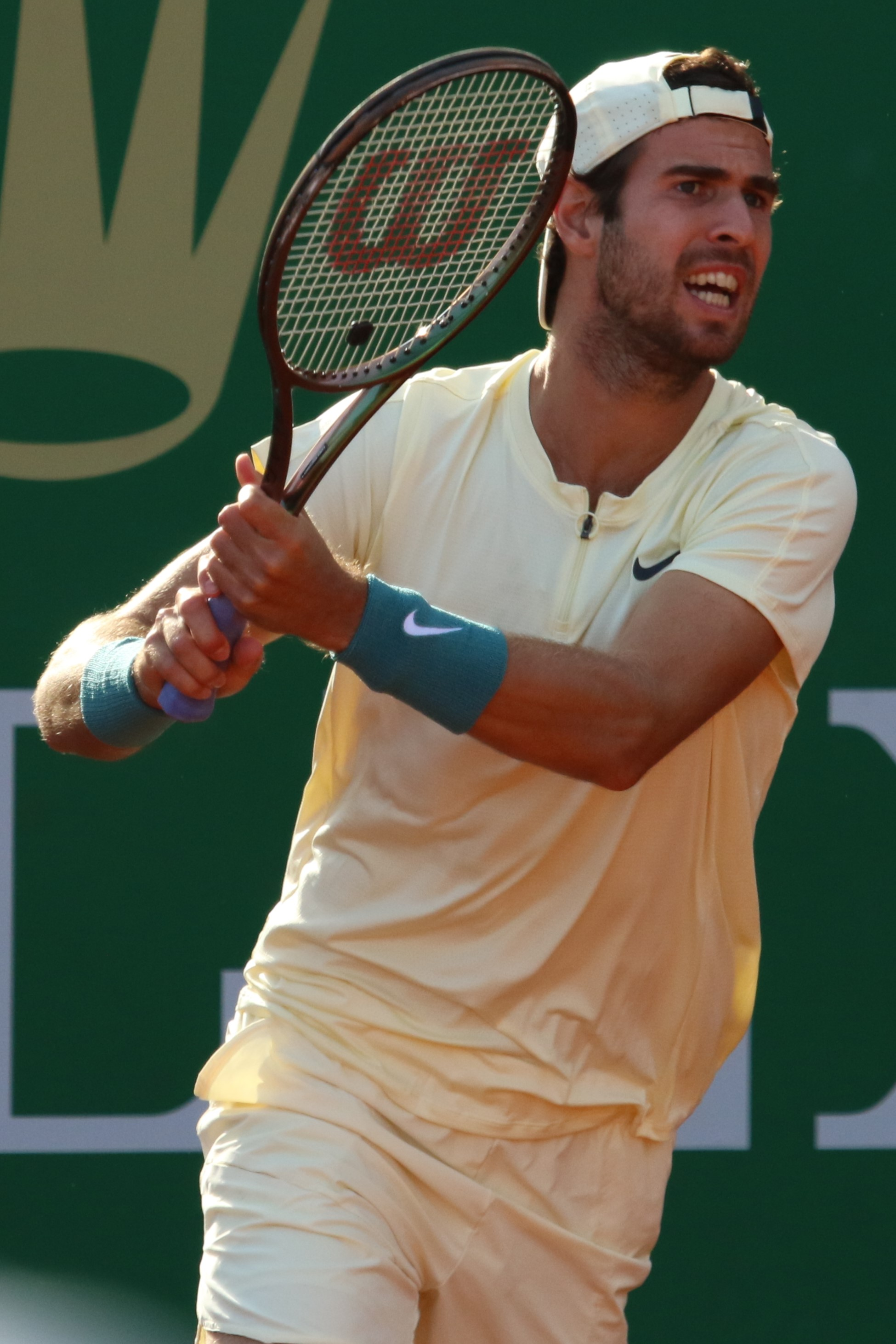
Chačanov a Monte Carlo nel 2023

Come nel 2022, comincia la stagione dai tornei di Adelaide 1 e Adelaide 2 e viene eliminato in entrambi nei quarti di finale. Agli Australian Open approfitta di un tabellone relativamente facile e per la prima volta raggiunge le semifinali; al terzo turno supera in 4 set Frances Tiafoe – l'unico top 20 affrontato prima della semifinale – concede solo 6 giochi a Yoshihito Nishioka ed elimina nei quarti Sebastian Korda, limitato da un infortunio a un polso che lo costringe al ritiro nel terzo set; viene sconfitto al quarto set dal nº 4 del mondo Stefanos Tsitsipas e risale alla 13ª posizione mondiale. Raggiunge la sua prima semifinale in carriera anche al Masters 1000 di Miami, negli ottavi si prende la rivincita su Tsitsipas imponendosi in due set, nei quarti lascia solo 5 giochi al nº 31 ATP Francisco Cerúndolo e viene sconfitto da Daniil Medvedev in tre set.
Al primo turno del Monte Carlo Masters concede solo 4 giochi al finalista dell'edizione precedente Alejandro Davidovich Fokina e al terzo turno cede in due set a Rublëv, che vincerà il torneo. Dopo l'eliminazione al terzo turno a Barcellona, torna a mettersi in luce a Madrid superando Roberto Bautista Agut e prendendosi la rivincita su Rublëv, sconfitto in due set, ed esce di scena nei quarti per mano di Alcaraz. Trionfa invece assieme a Rublëv nel torneo di doppio madrileno, conquistando il primo titolo di specialità nel circuito maggiore; sconfiggono tutte coppie di grandi specialisti tra cui Nikola Mektić / Mate Pavić e Marcelo Arévalo / Jean-Julien Rojer e in finale superano Rohan Bopanna / Matthew Ebden per 6-3, 3-6, [10-3]. Si distingue anche al Roland Garros raggiungendo i quarti di finale, persi in 4 set contro il vincitore del torneo Đoković, e per una sola settimana rientra nella top 10. Durante il torneo si procura una frattura da stress all'osso sacro che lo costringe a rinunciare al torneo di Wimbledon per il secondo anno di fila.
Rientra alle competizioni a fine agosto agli US Open e viene eliminato al primo turno. Dopo quasi cinque anni torna a vincere un titolo ATP in singolare al successivo torneo di Zhuhai; sconfigge i top 40 Mackenzie McDonald nei quarti e Sebastian Korda in semifinale e in finale ha la meglio su Yoshihito Nishioka con il punteggio di 7-6, 6-1.

### 2024: due titoli ATP
Inizia bene la stagione uscendo agli ottavi dell’Australian Open, sconfitto in tre set dal futuro vincitore del torneo Jannik Sinner. Dopo essere stato eliminato in semifinale in tre set da Grigor Dimitrov al 250 di Marsiglia vince il suo sesto titolo in carriera al Qatar Open, sconfiggendo in due set Jakub Menšík con il punteggio di 7-6(12), 6-4.
Viene escluso per decisione del CIO dalle Olimpiadi parigine per aver postato sui social la croce di San Giorgio, uno dei simboli inclusi nella blacklist, mancando così di passare il test di neutralità a cui sono sottoposti tutti gli atleti di nazionalità russa. Dopo un'uscita al primo turno a Washington, arriva al secondo turno a Montreal e Cincinnati dove viene estromesso rispettivamente da Matteo Arnaldi e Alexander Zverev. Si presenta all'US Open dove subisce un'altra repentina uscita contro Daniel Evans in un incontro di 5 ore e 35 minuti, terminato 6(6)–7, 7–6(2), 7–6(4), 4–6,  6–4, passato alla storia per essere stato il più lungo dell'US Open.
Vince il suo secondo titolo stagionale e settimo in carriera all’Almaty Open, sconfiggendo Gabriel Diallo in tre set 6-2, 5-7, 6-3. Con la vittoria in semifinale sul top 10 Alex de Minaur, raggiunge la finale al successivo Vienna Open e perde in due set contro Jack Draper. Si spinge fino alla semifinale al Paris Masters, battendo l'altro top 10 Grigor Dimitrov, e torna nella top 20.

### 2025: finale al Canadian Open e ritorno in top 10
Nella prima parte della stagione esce al terzo turno agli Australian Open e nei Masters 1000 di Indian Wells e Miami. Al Barcelona Open si spinge fino alla semifinale e cede in due set a Holger Rune, mentre al quarto turno degli Internazionali d'Italia costringe al set decisivo il vincitore del torneo Alcaraz. Non va oltre il terzo turno al Roland Garros e nella semifinale dell'Halle Open vince il primo set e cede al terzo contro il vincitore del torneo Bublik. Al Torneo di Wimbledon raggiunge per la seconda volta in carriera i quarti di finale e perde contro Taylor Fritz in quattro set. Torna in campo al Canadian Open e sconfigge Casper Ruud, Alex Michelsen nei quarti, e soprattutto elimina il nº 3 del mondo Alexander Zverev al tie-break del terzo set. Si guadagna così l'accesso alla prima finale Masters 1000 dopo quella vinta al Paris Masters 2018, dall'introduzione della categoria nel 1990 nessuno aveva mai disputato due finali a una tale distanza di tempo. Nell'ultimo atto cede a Ben Shelton al tie-break del terzo set e a fine torneo risale alla 12° posizione del ranking. Dopo oltre due anni torna nella top 10, in 9ª posizione, dopo essersi ritirato nel corso del match di quarto turno al successivo Cincinnati Open.

## Vita privata
Dal 2016 è sposato con Veronika Škljaeva, con la quale ha avuto il figlio David nato il 14 settembre 2019. Nel 2018 si è laureato all'Università di Educazione fisica a Mosca.

## Statistiche

### Singolare

#### Vittorie (7)
| Legenda              |
| Grande Slam (0)      |
| ATP Finals (0)       |
| Giochi olimpici (0)  |
| ATP Masters 1000 (1) |
| ATP Tour 500 (0)     |
| ATP Tour 250 (6)     |

| N. | Data              | Torneo                       | Superficie  | Avversario in finale | Punteggio           |
| 1. | 2 ottobre 2016    | Chengdu Open, Chengdu        | Cemento     | Albert Ramos Viñolas | 6(4)–7, 7–6(3), 6–3 |
| 2. | 25 febbraio 2018  | Open 13 Provence, Marsiglia  | Cemento (i) | Lucas Pouille        | 7–5, 3–6, 7–5       |
| 3. | 21 ottobre 2018   | Kremlin Cup, Mosca           | Cemento (i) | Adrian Mannarino     | 6–2, 6–2            |
| 4. | 4 novembre 2018   | Paris Masters, Parigi        | Cemento (i) | Novak Đoković        | 7–5, 6–4            |
| 5. | 26 settembre 2023 | Zhuhai Championships, Zhuhai | Cemento     | Yoshihito Nishioka   | 7–6(2), 6–1         |
| 6. | 24 febbraio 2024  | Qatar Open, Doha             | Cemento     | Jakub Menšík         | 7–6(12), 6–4        |
| 7. | 20 ottobre 2024   | Almaty Open, Almaty          | Cemento (i) | Gabriel Diallo       | 6–2, 5–7, 6–3       |

#### Finali perse (4)
| Legenda singolo      |
| Grande Slam (0)      |
| ATP Finals (0)       |
| Argenti olimpici (1) |
| ATP Masters 1000 (1) |
| ATP Tour 500 (1)     |
| ATP Tour 250 (1)     |

| N. | Data            | Torneo                           | Superficie  | Avversario in finale | Punteggio           |
| 1. | 1º agosto 2021  | Giochi Olimpici, Tokyo           | Cemento     | Alexander Zverev     | 3–6, 1–6            |
| 2. | 9 gennaio 2022  | Adelaide International, Adelaide | Cemento     | Gaël Monfils         | 4–6, 4–6            |
| 3. | 27 ottobre 2024 | Vienna Open, Vienna              | Cemento (i) | Jack Draper          | 4–6, 5–7            |
| 4. | 8 agosto 2025   | Canadian Open, Toronto           | Cemento     | Ben Shelton          | 7–6(5), 4–6, 6(3)–7 |

### Doppio

#### Vittorie (1)
| Legenda              |
| Grande Slam (0)      |
| ATP Finals (0)       |
| ATP Masters 1000 (1) |
| ATP Tour 500 (0)     |
| ATP Tour 250 (0)     |

| N. | Data          | Torneo              | Superficie  | Compagno      | Avversario in finale        | Punteggio        |
| 1. | 7 maggio 2023 | Madrid Open, Madrid | Terra rossa | Andrej Rublëv | Rohan Bopanna Matthew Ebden | 6–3, 3–6, [10–3] |

#### Finali perse (4)
| Legenda              |
| Grande Slam (0)      |
| ATP Finals (0)       |
| ATP Masters 1000 (2) |
| ATP Tour 500 (1)     |
| ATP Tour 250 (1)     |

| N. | Data            | Torneo                             | Superficie  | Compagno      | Avversari in Finale                 | Punteggio           |
| 1. | 31 marzo 2018   | Miami Open, Miami                  | Cemento     | Andrej Rublëv | Bob Bryan Mike Bryan                | 6–4, 6(5)–7, [4–10] |
| 2. | 3 novembre 2019 | Paris Masters, Parigi              | Cemento (i) | Andrej Rublëv | Pierre-Hugues Herbert Nicolas Mahut | 4–6, 1–6            |
| 3. | 23 giugno 2024  | Queen's Club Championships, Londra | Erba        | Taylor Fritz  | Neal Skupski Michael Venus          | 6–4, 6(5)–7, [8–10] |
| 4. | 5 gennaio 2025  | Hong Kong Open, Hong Kong          | Cemento     | Andrej Rublëv | Sander Arends Luke Johnson          | 5–7, 6–4, [7–10]    |

## Risultati in progressione
Aggiornati al Roland Garros 2025.
| Sigla | Risultato               |
| ----- | ----------------------- |
| V     | Vincitore               |
| F     | Finalista               |
| SF    | Semifinalista           |
| O     | Oro olimpico            |
| A     | Argento olimpico        |
| SF    | Bronzo olimpico         |
| QF    | Quarti di Finale        |
| 4T    | Quarto turno            |
| 3T    | Terzo turno             |
| 2T    | Secondo turno           |
| 1T    | Primo turno             |
| RR    | Round Robin             |
| LQ    | Turno di qualificazione |
| A     | Assente                 |
| ND    | Non disputato           |

| Legenda superfici    |
| -------------------- |
| Cemento              |
| Terra battuta        |
| Erba                 |
| Superficie variabile |

### Singolare
| Torneo                  | 2013            | 2014            | 2015            | 2016            | 2017            | 2018          | 2019            | 2020            | 2021            | 2022            | 2023            | 2024            | 2025  | Titoli          | V–S             |
| ----------------------- | --------------- | --------------- | --------------- | --------------- | --------------- | ------------- | --------------- | --------------- | --------------- | --------------- | --------------- | --------------- | ----- | --------------- | --------------- |
| Tornei Grande Slam      |                 |                 |                 |                 |                 |               |                 |                 |                 |                 |                 |                 |       |                 |                 |
| Australian Open         | A               | A               | A               | Q3              | 2T              | 2T            | 3T              | 3T              | 3T              | 3T              | SF              | 4T              | 3T    | 0 / 9           | 20–9            |
| Roland Garros           | A               | A               | A               | Q2              | 4T              | 4T            | QF              | 4T              | 2T              | 4T              | QF              | 2T              | 3T    | 0 / 9           | 24–9            |
| Wimbledon               | A               | A               | Q1              | Q3              | 3T              | 4T            | 3T              | ND              | QF              | A               | A               | 2T              |       | 0 / 5           | 12–5            |
| US Open                 | A               | A               | Q2              | 2T              | 1T              | 3T            | 1T              | 3T              | 1T              | SF              | 1T              | 1T              |       | 0 / 9           | 10–9            |
| Vittorie-Sconfitte      | –               | –               | 0–0             | 1–1             | 6–4             | 9–4           | 8–4             | 7–3             | 7–4             | 10–3            | 9–3             | 5–4             | 4–2   | 0 / 32          | 66–32           |
| Torneo di fine anno     |                 |                 |                 |                 |                 |               |                 |                 |                 |                 |                 |                 |       |                 |                 |
| ATP Finals              | Non qualificato | Non qualificato | Non qualificato | Non qualificato | Non qualificato | Alt           | Non qualificato | Non qualificato | Non qualificato | Non qualificato | Non qualificato | Non qualificato |       | 0 / 0           | 0–0             |
| Vittorie-Sconfitte      | –               | –               | –               | –               | –               | 0–0           | –               | –               | –               | –               | –               | 0 / 0           | 0–0   |                 |                 |
| Nazionale               |                 |                 |                 |                 |                 |               |                 |                 |                 |                 |                 |                 |       |                 |                 |
| Giochi Olimpici         | Non disputati   | Non disputati   | Non disputati   | A               | Non disputati   | Non disputati | Non disputati   | Non disputati   | S               | Non disputati   | Non disputati   | A               | ND    | 0 / 1           | 5–1             |
| Coppa Davis             | Z1              | Z1              | PO              | A               | 1T              | Z1            | SF              | ND              | V               | A               | A               | A               |       | 1 / 3           | 7–7             |
| ATP Cup/United Cup      | Non disputata   | Non disputata   | Non disputata   | Non disputata   | Non disputata   | Non disputata | Non disputata   | SF              | A               | A               | A               | A               | A     | 0 / 1           | 4–1             |
| Vittorie-Sconfitte      | 1–0             | 0–1             | 0–1             | –               | 1–2             | 0–2           | 3–3             | 4–1             | 5–1             | –               | –               | –               | –     | 1 / 5           | 14–11           |
| ATP Tour Masters 1000   |                 |                 |                 |                 |                 |               |                 |                 |                 |                 |                 |                 |       |                 |                 |
| Indian Wells            | A               | A               | A               | A               | 2T              | 1T            | QF              | ND              | 4T              | 2T              | 3T              | 2T              | 3T    | 0 / 8           | 8–8             |
| Miami                   | A               | 1T              | A               | A               | 1T              | 3T            | 2T              | ND              | 3T              | 2T              | SF              | 4T              | 3T    | 0 / 9           | 9–9             |
| Monte Carlo             | A               | A               | A               | Q1              | 2T              | 3T            | 2T              | ND              | 2T              | 1T              | 3T              | QF              | 1T    | 0 / 8           | 9–8             |
| Madrid                  | A               | A               | A               | A               | 1T              | 1T            | 2T              | ND              | 1T              | 1T              | QF              | 4T              | 3T    | 0 / 8           | 7–8             |
| Roma                    | A               | A               | A               | A               | A               | 1T            | 3T              | 1T              | 1T              | 3T              | 3T              | 4T              | 4T    | 0 / 8           | 8–8             |
| Montréal/Toronto        | A               | A               | A               | A               | 1T              | SF            | SF              | ND              | 3T              | 2T              | A               | 2T              |       | 0 / 6           | 11–6            |
| Cincinnati              | A               | A               | A               | A               | 3T              | 3T            | 3T              | 3T              | 2T              | 1T              | A               | 2T              |       | 0 / 7           | 9–7             |
| Shanghai                | A               | A               | A               | Q1              | 1T              | 2T            | 3T              | Non disputato   | Non disputato   | Non disputato   | 3T              | 2T              |       | 0 / 5           | 3–5             |
| Parigi                  | A               | A               | A               | A               | 1T              | V             | 2T              | 1T              | 2T              | 3T              | QF              | SF              |       | 1 / 8           | 16–7            |
| Vittorie-Sconfitte      | 0–0             | 0–1             | 0–0             | 0–0             | 4–8             | 16–8          | 11–9            | 2–3             | 8–8             | 5–8             | 14–7            | 15–9            | 5–5   | 1 / 67          | 80–66           |
| Statistiche carriera    |                 |                 |                 |                 |                 |               |                 |                 |                 |                 |                 |                 |       |                 |                 |
|                         | 2013            | 2014            | 2015            | 2016            | 2017            | 2018          | 2019            | 2020            | 2021            | 2022            | 2023            | 2024            | 2025  | Totale carriera | Totale carriera |
| Titoli                  | 0               | 0               | 0               | 1               | 0               | 3             | 0               | 0               | 0               | 0               | 1               | 2               | 0     | 7               | 7               |
| Finali                  | 0               | 0               | 0               | 1               | 0               | 3             | 0               | 0               | 1               | 1               | 1               | 3               | 0     | 10              | 10              |
| Vittorie–Sconfitte      | 4–2             | 0–3             | 0–1             | 13–9            | 26–31           | 46–22         | 30–29           | 20–15           | 35–24           | 36–25           | 34–18           | 37–22           | 18–15 | 299–216         | 299–216         |
| Percentuale di vittorie | 67%             | 0%              | 0%              | 59%             | 46%             | 68%           | 51%             | 57%             | 59%             | 59%             | 65%             | 63%             | 55%   | 58.06%          | 58.06%          |
| Ranking a fine anno     | 451             | 400             | 152             | 53              | 29              | 11            | 17              | 20              | 29              | 20              | 15              | 19              |       | $ 19 434 481    | $ 19 434 481    |

### Doppio
| Tornei Grande Slam |     |     |     |     |     |     |     |     |     |     |       |     |
| Australian Open    | A   | A   | 2T  | A   | A   | A   | A   | A   | A   | A   | 0 / 1 | 1-1 |
| Roland Garros      | A   | A   | 2T  | 1T  | A   | A   | A   | A   | A   | A   | 0 / 2 | 1-2 |
| Wimbledon          | A   | A   | A   | A   | A   | ND  | A   | A   | A   |     | 0 / 0 | 0–0 |
| US Open            | A   | A   | 3T  | A   | A   | A   | A   | A   | A   |     | 0 / 1 | 2-1 |
| Vittorie-Sconfitte | 0–0 | 0–0 | 4-3 | 0-1 | 0-0 | 0-0 | 0-0 | 0-0 | 0-0 | 0-0 | 0 / 4 | 4-4 |

## Vittorie contro giocatori top 10
| Anno     | 2017 | 2018 | 2019 | 2020 | 2021 | 2022 | 2023 | 2024 | 2025 | Totale |
| -------- | ---- | ---- | ---- | ---- | ---- | ---- | ---- | ---- | ---- | ------ |
| Vittorie | 2    | 5    | 3    | 0    | 0    | 0    | 2    | 3    | 1    | 16     |

| #    | Giocatore             | Rank | Torneo                          | Superficie  | Turno | Punteggio           |
| ---- | --------------------- | ---- | ------------------------------- | ----------- | ----- | ------------------- |
| 2017 |                       |      |                                 |             |       |                     |
| 1.   | David Goffin          | 10   | Barcelona Open, Barcellona      | Terra rossa | 3T    | 6(7)–7, 6–3, 6–4    |
| 2.   | Kei Nishikori         | 9    | Halle Open, Halle               | Erba        | 2T    | 3–2 rit.            |
| 2018 |                       |      |                                 |             |       |                     |
| 3.   | John Isner            | 9    | Canadian Open, Toronto          | Cemento     | 3T    | 7–6(5), 7–6(1)      |
| 4.   | John Isner (2)        | 9    | Paris Masters, Parigi           | Cemento (i) | 3T    | 6–4, 6(9)–7, 7–6(8) |
| 5.   | Alexander Zverev      | 5    | Paris Masters, Parigi           | Cemento (i) | QF    | 6–1, 6–2            |
| 6.   | Dominic Thiem         | 8    | Paris Masters, Parigi           | Cemento (i) | SF    | 6–4, 6–1            |
| 7.   | Novak Đoković         | 2    | Paris Masters, Parigi           | Cemento (i) | F     | 7–5, 6–4            |
| 2019 |                       |      |                                 |             |       |                     |
| 8.   | John Isner            | 9    | Indian Wells Open, Indian Wells | Cemento     | 4T    | 6–4, 7–6(1)         |
| 9.   | Juan Martín del Potro | 9    | Roland Garros, Parigi           | Terra rossa | 4T    | 7–5, 6–3, 3–6, 6–3  |
| 10.  | Alexander Zverev (2)  | 7    | Canadian Open, Montreal         | Cemento     | QF    | 6–3, 6–3            |
| 2023 |                       |      |                                 |             |       |                     |
| 11.  | Stefanos Tsitsipas    | 3    | Miami Open, Miami               | Cemento     | 4T    | 7–6(4), 6–4         |
| 12.  | Andrej Rublëv         | 6    | Madrid Open, Madrid             | Terra rossa | 4T    | 7–6(8), 6–4         |
| 2024 |                       |      |                                 |             |       |                     |
| 13.  | Daniil Medvedev       | 4    | Monte Carlo Masters, Monaco     | Terra rossa | 3T    | 6–3, 7–5            |
| 14.  | Alex de Minaur        | 10   | Vienna Open, Vienna             | Cemento (i) | SF    | 6–2, 6–4            |
| 15.  | Grigor Dimitrov       | 9    | Paris Masters, Parigi           | Cemento (i) | QF    | 6–2, 6–3            |
| 2025 |                       |      |                                 |             |       |                     |
| 16.  | Alexander Zverev (3)  | 3    | Canadian Open, Toronto          | Cemento     | SF    | 6–3, 4–6, 7–6(4)    |